# Ергіс Георгій Устинович
Гео́ргій Усти́нович Ергі́с (Гермоге́нов) (якут. Эргис Георгий Иустинович, рос. Георгий Устинович Эргис, *21 березня (3 квітня) 1908, 1-й Ергіський насліг Західно-Кангаласького, тепер Хангаласького улуса Якутського округа, Якутської області, Республіка Саха-Якутія — †9 червня 1968, м. Якутськ) — якутський культурний діяч, етнограф, фольклорист, дослідник, видавець і популяризатор якутського фольклора.
Народився 3 квітня (21 березня) 1908 року в 1-му Ергіському наслізі Західно-Кангаласького (тепер Хангаласького) улуса (Саха-Якутія) у селянській родині.
Трудову діяльність розпочав вчителюванням в дослідно-показовій школі-семирічці міста Якутськ, викладаючи якутську мову.
У 1930—31 роки молодого вчителя призначають вченим секретарем Комітету зі створення новотюркської абетки під головуванням П. О. Ойунського.